# Puchenau
Puchenau – gmina w Austrii, w kraju związkowym Górna Austria, w powiecie Urfahr-Umgebung. Liczy 4410 mieszkańców (1 stycznia 2015).

## Współpraca
Miejscowość partnerska:
- Buchenau – dzielnica Lindberga, Niemcy